# Distrikt Cairani
Der Distrikt Cairani liegt in der Provinz Candarave in der Region Tacna in Südwest-Peru. Der Distrikt wurde am 4. Dezember 1952 gegründet. Er besitzt eine Fläche von 176 km². Beim Zensus 2017 wurden 1036 Einwohner gezählt. Im Jahr 1993 lag die Einwohnerzahl bei 1500, im Jahr 2007 bei 1355. Die Distriktverwaltung befindet sich in der etwa 3400 m hoch gelegenen Ortschaft Cairani mit 440 Einwohnern (Stand 2017). Cairani liegt 12 km westlich der Provinzhauptstadt Candarave.

## Geographische Lage
Der Distrikt Cairani liegt an der Südflanke der Cordillera Volcánica im Südwesten der Provinz Candarave. Der Río Camilaca fließt entlang der nordwestlichen Distriktgrenze nach Südwesten.
Der Distrikt Cairani grenzt im Südwesten an den Distrikt Ilabaya (Provinz Jorge Basadre), im Nordwesten an den Distrikt Camilaca, im Nordosten an den Distrikt Candarave sowie im Südosten an den Distrikt Huanuara.

## Ortschaften
Neben dem Hauptort gibt es folgende weitere Ortschaften im Distrikt:
- Ancocala
- Calacala
- Turun Turun
- Yarabamba (211 Einwohner)